# Jonna Jinton
Jonna Sofie Jinton, född 29 juni 1989 i Bjursås församling, Kopparbergs län, är en svensk youtubare och bloggare.

## Biografi
Jinton är uppväxt i Göteborg och har studerat vid Nösnäsgymnasiet och Örebro universitet. År 2010 flyttade hon till det lilla samhället Grundtjärn i Örnsköldsviks kommun, Västernorrlands län. I samband med flytten skapade hon en blogg och Youtube-kanal om sitt liv i den norrländska naturen. På sin kanal publicerade Jinton videobloggar, konstprojekt och musikvideor där hon bland annat utövar kulning. Hennes kulning-videor har fått stor spridning på sociala medier. Hennes kanal fick sitt genomslag 2018 när hon började skapa videor på engelska och i maj 2021 hade Jinton 3,58 miljoner prenumeranter på Youtube.
Jintons blogg var under 2016 en av Sveriges mest populära, och samma år vann hon utmärkelsen "Årets inspiratör" under bloggalan Finest Award.